# Francesco Contarini
Francesco Contarini (ur. 1556, zm. 6 grudnia 1624) – doża wenecki od 1623 roku.